# Giuseppe Grixoni
Giuseppe Michele Raimondo Grixoni (Ozieri, 19 aprile 1805 – Livorno, 5 gennaio 1884) è stato un politico italiano.

## Biografia
Fu Deputato del Regno di Sardegna per quattro legislature, eletto nei collegi di Ozieri e Ales, a seguire Deputato del Regno d'Italia per una legislatura, eletto nel collegio di Isili. Venne poi nominato Senato del Regno d'Italia il 6 dicembre 1868.